# 14. Infanterie-Division
14. Infanterie-Division var ett tyskt infanteriförband under andra världskriget. 15 november 1940 omorganiserades divisionen till 14. Infanterie-Division (mot).
30 juni 1943 återorganiserades divisionen som 14. Infanterie-Division efter ett misslyckat försök att omstrukturera den till en Panzergrenadier-Division.

## Befälhavare
- Generalleutnant Peter Weyer (1 sep 1939 - 15 juni 1940)
- Generalmajor Dr Lothar Rendulic (15 juni 1940 - 15 nov 1940)
- Generalmajor Hermann Flörke (30 juni 1943 - 28 dec 1944)
- Generalleutnant Erich Schneider (28 dec 1944 - 20 mars 1945)

## Organisation
- 11. infanteriregementet
- 53. infanteriregementet
- 116. infanteriregementet infanteriregementet
- 74. artilleriregementet
- 50. artilleriregementet, en bataljon
- 14. pansarvärnsbataljonen (mot)
- 14. spaningsbataljonen
- 14. fältreservbataljonen
- 14. signalbataljonen
- 14  pionjärbataljonen
- träng- och tygförband